# Fulaninha
Fulaninha é um filme brasileiro de 1986 dirigido por David Neves. A música-tema do filme é de Paulinho da Viola e o roteiro de David Neves e Haroldo Marinho Barbosa.

## Elenco
- Mariana de Moraes .... Fulaninha
- Cláudio Marzo .... Bruno
- Roberto Bonfim .... Canela
- Kátia d'Angelo .... Rose
- Zaira Zambelli .... Sulamita
- José de Abreu .... Jardel
- Flávio São Thiago .... Emílio
- Gilson Moura .... delegado
- Marcos Palmeira .... Rubinho
- Mário Petraglia .... Sabonete
- Ivan Setta .... policial
- Mário Tupinambá .... Camarão
- Paschoal Villaboim .... "seu" Antônio
- Ariel Coelho

Participação especial
- Nelson Dantas .... porteiro
- Monique Lafond .... mulher da boate
- Paulo Villaça .... Armando

Com
- Tião Macalé
- Márcia Brito
- Adele Fátima
- Ana Cláudia Ciampolini

## Principais prêmios e indicações
Festival de Gramado 1986
- Venceu na categoria de melhor ator coadjuvante (Flávio São Thiago)
- Indicado na categoria de melhor filme.